# Shotgun Messiah
Gli Shotgun Messiah sono stati un gruppo Sleaze Metal formato nel 1985 a Skovde in Svezia. Il gruppo si ricollocò subito a Los Angeles dove guadagnò un moderato successo all'interno della scena hair metal. Dai primi anni novanta, a causa dell'esplosione del fenomeno grunge, il gruppo in declino cambiò stile improntandosi sull'industrial metal, ma dopo un disco inosservato, si sciolsero nel 1993.

## Storia
Gli Shotgun Messiah vennero originariamente fondati sotto il nome di Kingpin a Skovde in Svezia nel 1984. Questa band era nata dalle ceneri degli Shylock, altro gruppo fondato due anni prima. La formazione era composta da Zinny J. Zan (Bo Stagman) alla voce, Tim Tim (Tim Sköld) al basso, Harry K. Cody (Harry Aarne Kemppainen) alla chitarra e Stixx Galore (Pekka Ollinen) alla batteria. Zinny J. Zan aveva militato in precedenza nella sleaze rock band Easy Action, con cui incise un disco omonimo nel 1984. Sotto questo nome, la formazione realizzò il debutto discografico intitolato Welcome To Bop City nel 1988. Poco tempo dopo, il quintetto decise di trasferirsi a Los Angeles, dove cambiarono nome in Shotgun Messiah. Nel 1989 gli Shotgun Messiah debuttarono con un disco omonimo, il cui stile era particolarmente ispirato alla scena hair metal di Los Angeles. L'album era in realtà la ristampa di Welcome To Bop City, che era stato pubblicato sotto il nome di Kingpin l'anno precedente. Parallelamente, il chitarrista Harry Cody entrò nella band del bassista virtuoso Stuart Hamm, con cui pubblicò i dischi Kings of Sleep (1989) e The Urge (1991). Il frontman Zinny J. Zan venne in seguito allontanato dalla band per decisione di Cody e Sköld, permettendo a quest'ultimo di prendere il ruolo di cantante. Con Sköld dietro il microfono, venne ingaggiato il nuovo bassista Bobby Lycon. Nel 1991, la formazione aggiornata pubblicò il secondo album dal titolo di Second Coming, dal quale venne estratto uno dei loro brani più famosi, "Heartbreak Blvd". Stilisticamente, il gruppo iniziò ad indirizzarsi sullo sleaze metal, traendo ispirazione da gruppi come Guns N' Roses e Faster Pussycat. Molti artisti della corrente sleaze erano spesso ispirati alle sonorità del punk rock, e ne ribadirono l'influenza. Gli Shotgun Messiah pubblicarono l'EP I Want More, contenente prevalentemente cover di gruppi punk rock come Ramones, The Stooges e The New York Dolls. La band inoltre aveva spesso proposto dal vivo cover dei Sex Pistols. I Messiah ottennero un moderato successo in questo periodo, divenendo tra i gruppi di spicco della scena. Ma il periodo di gloria ebbe breve durata; nei primi anni 90 la scena musicale accolse il neonato fenomeno grunge, che provocò il declino delle band hair metal.
Dal 1993 Bobby Lycon e Stixx Galore annunciarono l'abbandono della formazione, mentre i due membri restanti decisero di continuare la carriera cambiando completamente sonorità sulle strade del industrial metal, pur mantenendo il vecchio nome. Senza reclutare altri membri ufficiali, la coppia si avvalse della partecipazione di alcuni session player in occasione delle esibizioni live. I nuovi Shotgun Messiah, ormai composti ufficialmente solo da Sköld e Cody, pubblicarono nel 1993 il terzo album in studio, Violent New Breed. I turnisti che parteciparono al progetto furono Bill Bruce (chitarra ritmica), Pat Guyton (basso) e B. J. (batteria). Quest'ultimo, sotto il vero nome di Bjarne Olsson, era stato per un breve periodo membro degli svedesi Swedish Erotica. Le nuove sonorità del gruppo tuttavia non ottennero apprezzamenti dai fans. Dato l'insuccesso, gli Shotgun Messiah si sciolsero quello stesso anno.

### Dopo lo scioglimento
Dopo lo scioglimento degli Shotgun Messiah, Tim Sköld continuò la carriera con altri gruppi industrial metal, prima pubblicando un album solista intitolato Sköld, e poi raggiungendo altre band come KMFDM, MDFMK e come turnista per una data con i The Newlydeads, band fronteggiata da Taime Downe dei Faster Pussycat. Successivamente egli intraprese una carriera di successo come membro ufficiale della band di Marilyn Manson suonando la chitarra e il basso, ma ne uscì al ritorno di Twiggy Ramirez. Il batterista Stixx in seguito si dedicò alla chitarra ritmica e fondò col bassista Bobby Lycon, i ColorSexRace prima, e gli U.N.I. (You And I) dopo. Harry Cody fondò i Coma, insieme all'ex cantante dei Saigon Kick Matt Kramer ed in seguito i Das Cabal con il cantante dei Rhino Bucket Georg Dolivo, senza ottenere però alcun successo con entrambi. Nel 1993 l'ex frontman Zinni J. Zan fondò i Zan Clan con cui pubblicò il disco Citizen Of Wasteland l'anno successivo. Questa band tuttavia si sciolse durante lo stesso anno. Nel 2003 Zan annunciò la riunione dei Zan Clan con una nuova formazione, dando alle stampe il nuovo album We Are Zan Clan, Who The Fuck Are You. Nel 2007 il cantante organizzò anche la riunione della sua prima band, gli Easy Action, con una nuova formazione. Egli è anche un manager di successo.

## Formazione

### Ultima
- Tim Tim (Tim Sköld) - basso (1985-1993), voce (1989-1993)
- Harry Cody (Harry Aarne Kemppainen) - chitarra (1985-1993)

### Ex componenti
- Zinny J. Zan (Bo Stagman) - voce (1985-1989)
- Bobby Lycon - basso (1991-1993)
- Stixx Galore (Pekka Ollinen) - batteria (1985-1993)

### Turnisti
- Bill Bruce - chitarra ritmica (1993)
- Pat Guyton - basso (1993)
- Bjarne Olsson (B. J.) - batteria (1993)

## Discografia

### Album in studio
- 1989 - Shotgun Messiah
- 1991 - Second Coming
- 1993 - Violent New Breed

### EP
- 1992 - I Want More